# 盲老人ホーム
盲老人ホーム（もうろうじんホーム）は、視覚障害を持つ高齢者のための盲養護老人ホームまたは盲特別養護老人ホームの通称。

## 概要
養護老人ホームまたは特別養護老人ホームのことを通称「老人ホーム」と言うところから、視覚障害を持つ高齢者の専用「老人ホーム」であるので、「盲老人ホーム」という言い方が成り立っている。視覚障害を持つ高齢者も、養護老人ホームまたは特別養護老人ホームに入所できる。しかし、これら施設は晴眼者の入所を前提に建物が造られ運営されているので、視覚障害者が暮らすには適していない。そこで、1961年5月に奈良県に初の盲老人ホームができた。その後、1968年で3施設、1978年で35施設、1988年で60施設、1998年で78施設、2008年で80施設が「盲老人ホーム」に該当する。山形県・富山県・鳥取県・沖縄県を除く全都道府県に所在し、5000名弱が入所している。近年では、生来の視覚障害者よりも、糖尿病性網膜症による中途失明者が増えているので、入所を必要とする人がさらに増える傾向にある。社会福祉法人により運営され、その社会福祉法人のもとに数個の併設施設を有するものも少なくない。

## 入所要件
養護老人ホームまたは特別養護老人ホームに入る資格のある視覚障害者であること。

## 措置委託
日本では、社会福祉は国の責任で本来行うのだが、それを民間の施設に委託するという形で措置費を支給する方式になっている。運営費（委託費としてであるが）および設備費が助成されている。措置委託費が主要な収入源であり、施設最低基準と措置単価により委託額が左右される。